# Ladrillera Pescador
Ladrillera Pescador är en ort i Mexiko.   Den ligger i kommunen Playas de Rosarito och delstaten Baja California, i den nordvästra delen av landet, 2 300 km nordväst om huvudstaden Mexico City. Ladrillera Pescador ligger 84 meter över havet och antalet invånare är 636.
Terrängen runt Ladrillera Pescador är huvudsakligen kuperad, men västerut är den platt. Havet är nära Ladrillera Pescador åt sydväst. Runt Ladrillera Pescador är det tätbefolkat, med 913 invånare per kvadratkilometer. Närmaste större samhälle är Rosarito, 16,1 km nordväst om Ladrillera Pescador. Omgivningarna runt Ladrillera Pescador är i huvudsak ett öppet busklandskap.